# Heldswil
Heldswil, schweizerdeutsch Heltschwiil, ist eine ehemalige Ortsgemeinde und eine Ortschaft der Gemeinde Hohentannen im Bezirk Weinfelden des Kantons Thurgau in der Schweiz.
Heldswil war 1816 bis 1998 eine Ortsgemeinde der Munizipalgemeinde Hohentannen. Am 1. Januar 1999 fusionierte die Ortsgemeinde Heldswil mit der Orts- und der Munizipalgemeinde Hohentannen zur politischen Gemeinde Hohentannen.

## Geographie
Heldswil liegt abseits der Verkehrswege auf einer Anhöhe zwischen dem Thur- und dem Aachtal. Zur Ortsgemeinde gehörten Heldswil mit den Weilern Hüttenswil und Bernhausen.

## Geschichte

Heldswil in einer Aufnahme von Walter Mittelholzer aus dem 1924

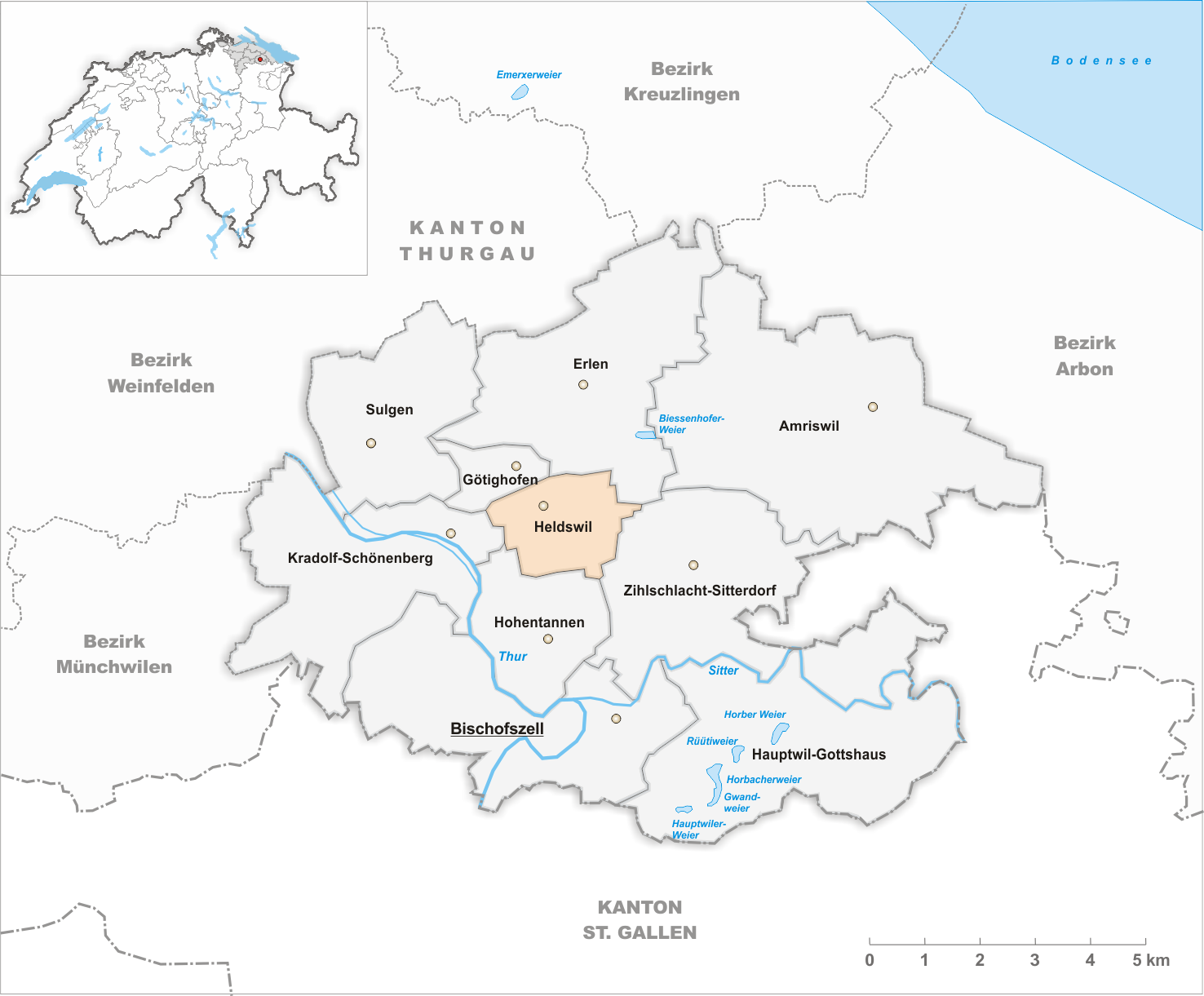
Gemeindestand vor der Fusion im Jahr 1999

Der Ort wurde 759 als Heidolviswilare erstmals urkundlich erwähnt. Vor 1798 bildete Heldswil mit dem grösseren Teil von Buchackern und einem Teil von Götighofen das Niedergericht Heldswil in der Herrschaft Bürglen, während das Niedergericht Hüttenswil teils dem Abt von St. Gallen (Berggericht), teils zur Herrschaft Bürglen gehörte.
Kirchlich teilte Heldswil das Schicksal der Pfarrei Sulgen. Die 1489 in Heldswil geweihte Kapelle St. Katharina gehörte zum Chorherrenstift St. Pelagius in Bischofszell, das die Kollatur innehatte. 1566 zog das Stift die Pfründe wieder an sich.
Bis ins 19. Jahrhundert waren Reb- und Ackerbau sowie die Torfgewinnung vorherrschend, dann Vieh- und Milchwirtschaft sowie Obstbau. Um 1900 bot die Stickerei Nebenverdienste. 1940 bis 1947 erfolgte die Melioration des Riets. Obwohl sich in jüngerer Zeit einige Gewerbebetriebe angesiedelt haben, ist Heldswil ein Bauerndorf geblieben.

## Bevölkerung
| Jahr         | 1850  | 1900  | 1950  | 1980  | 1990  | 2000  | 2010  | 2018  | 2023  |
| Ortsgemeinde | 290   | 250   | 264   | 220   | 235   |       |       |       |       |
| Ortschaft    |       |       |       |       |       | 107   | 163   | 268   | 286   |
| Quelle       | [ 4 ] | [ 4 ] | [ 4 ] | [ 4 ] | [ 4 ] | [ 5 ] | [ 6 ] | [ 2 ] | [ 7 ] |

Von den insgesamt 286 Einwohnern der Ortschaft Heldswil am 31. Dezember 2023 waren 36 bzw. 12,6 % ausländische Staatsbürger. 108 (37,8 %) waren evangelisch-reformiert und 75 (26,2 %) römisch-katholisch.

## Sehenswürdigkeiten
Die Kapelle St. Katharina wurde kurz vor 1489 errichtet. Sie zeigt sich heute im neugotischen Stil aus dem Jahre 1850. Der Innenraum wird von den beiden Altarstatuen St. Agatha und St. Barbara geschmückt. Die Kapelle ist in der Liste der Kulturgüter in Hohentannen aufgeführt.

## Bilder

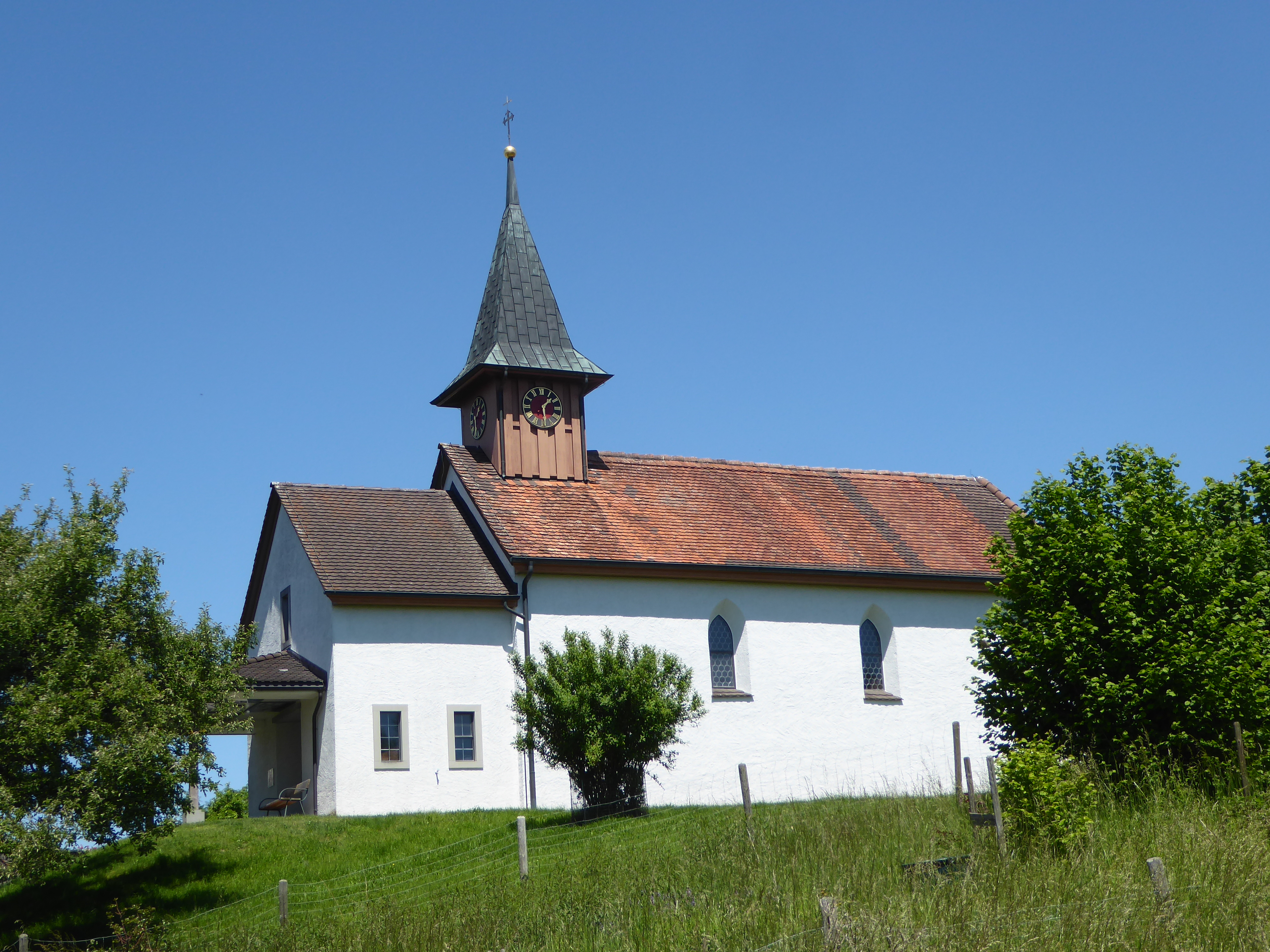
Kapelle St. Katharina
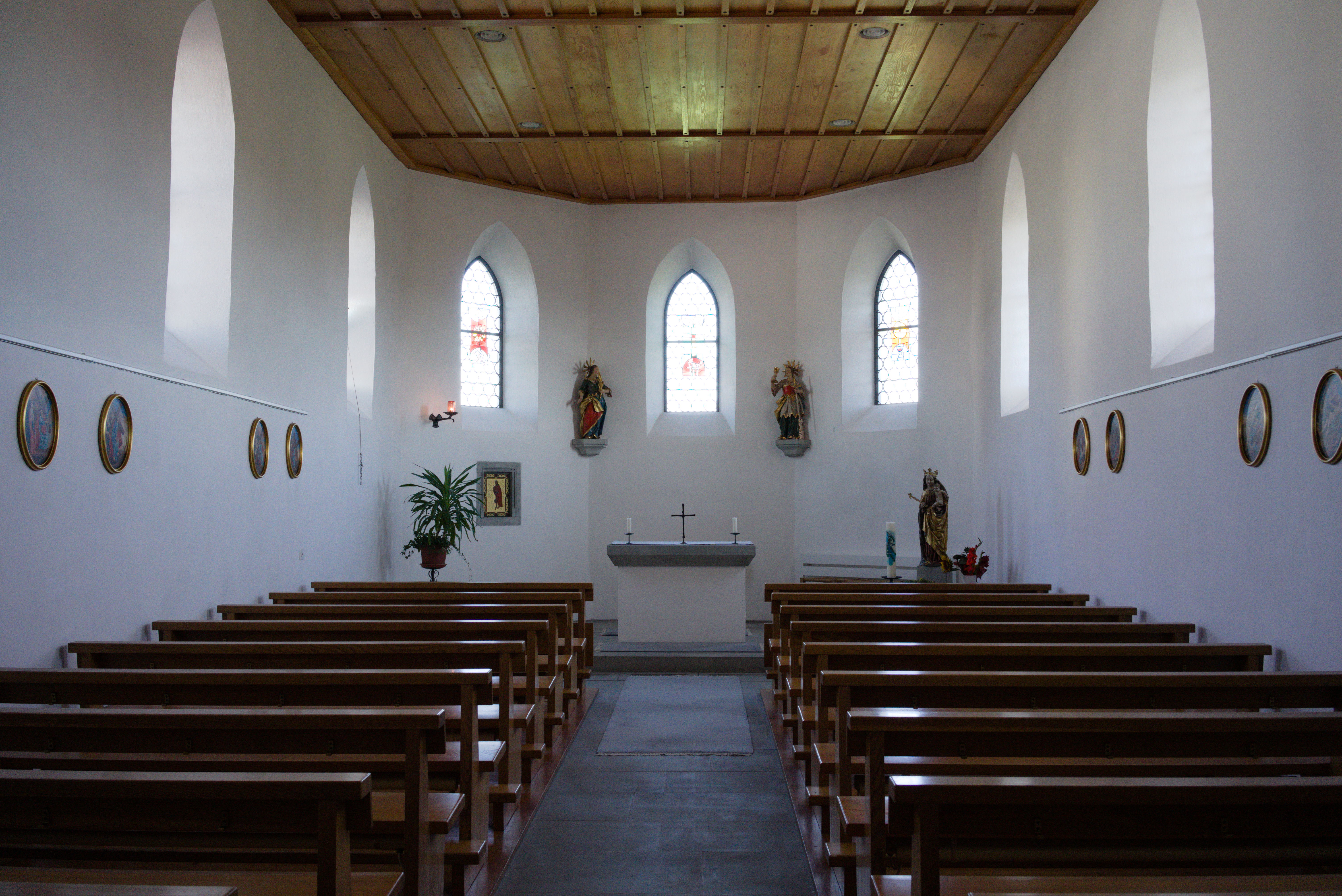
Innenraum der Kapelle
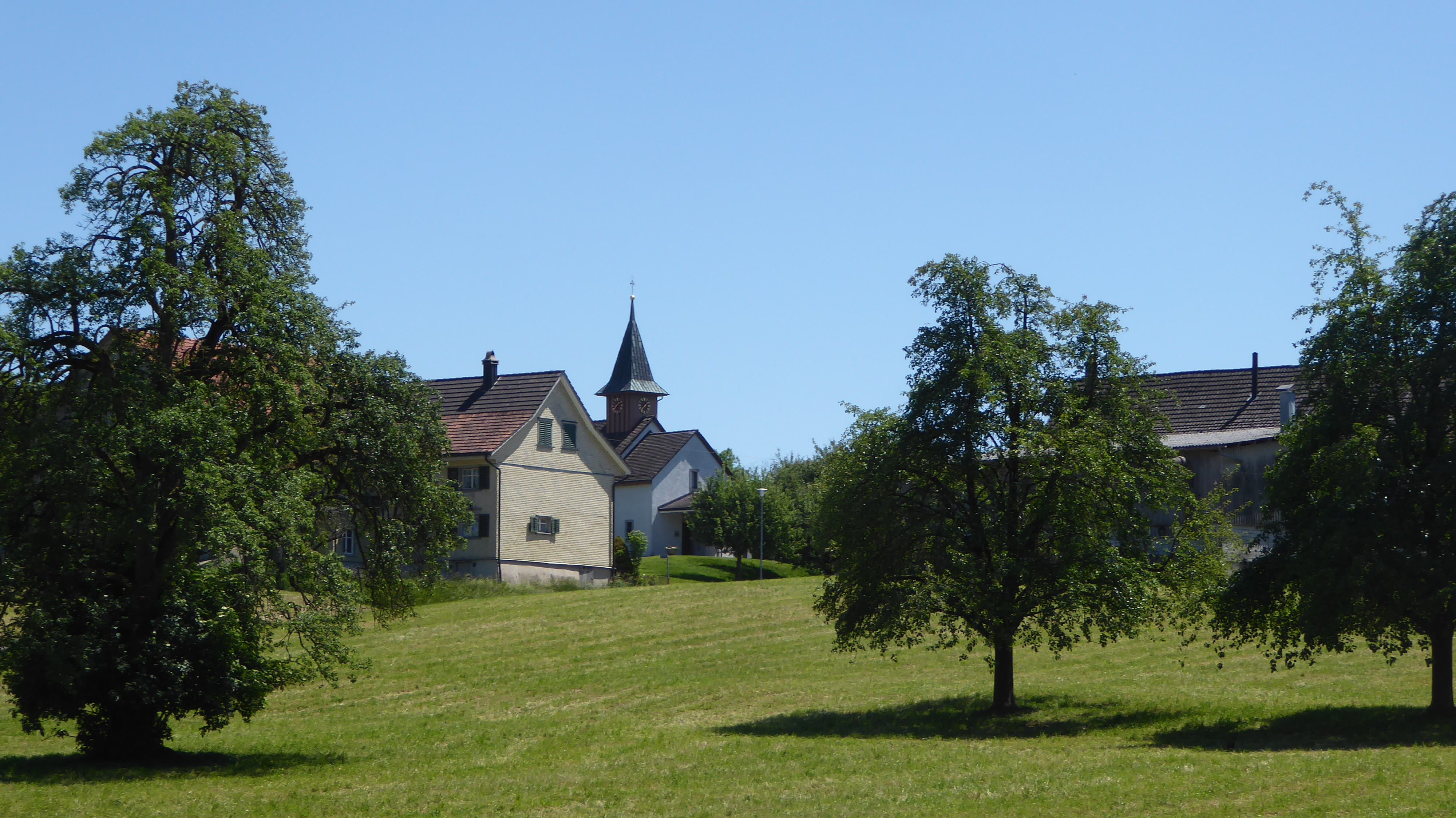
Heldswil von Norden
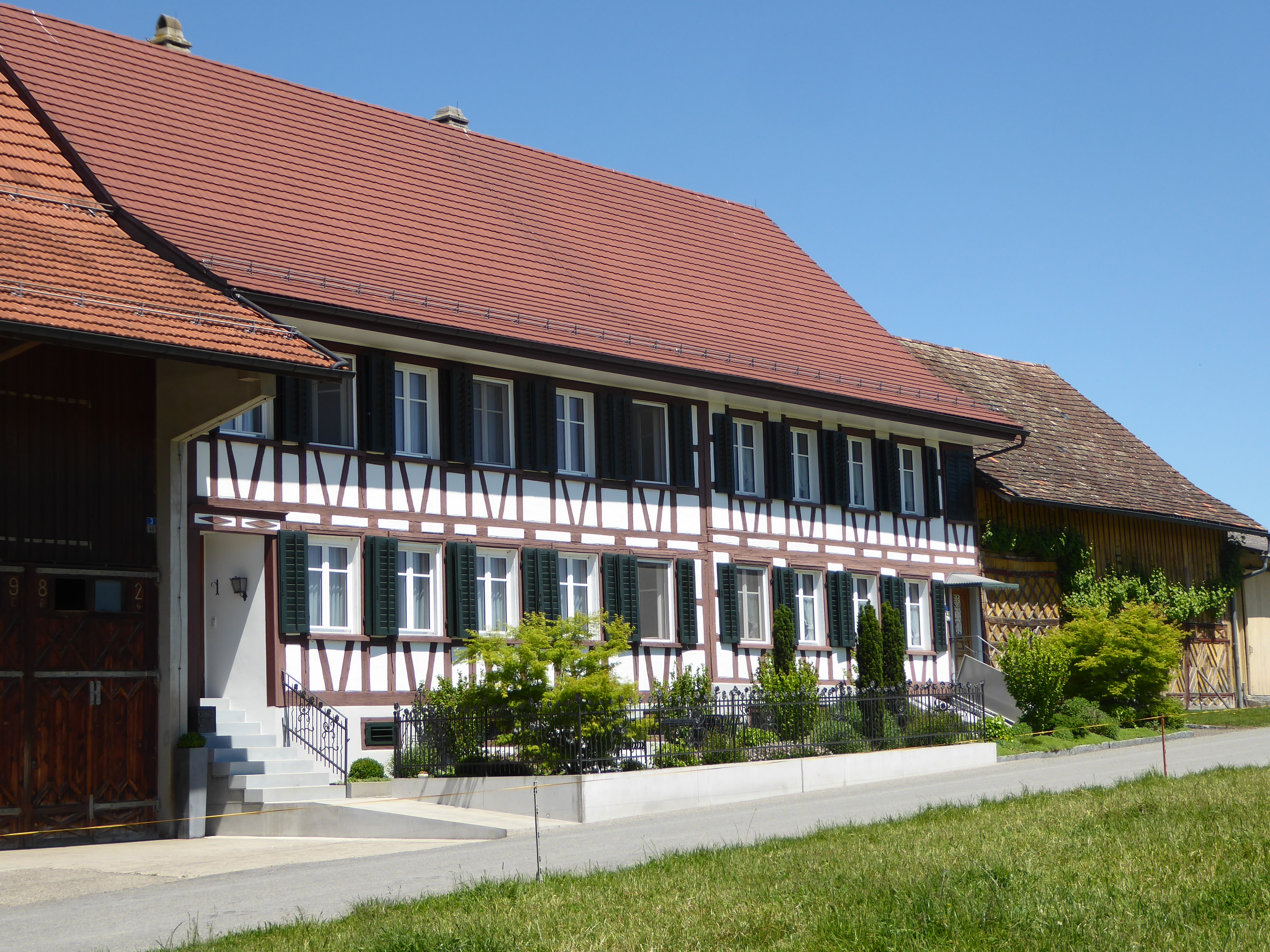
Sonnenbergstrasse